# رون فولر
رون فولر (بالإنجليزية: Ron Fowler)‏ هو مسير أعمال أمريكي، ولد في 1943.